# Hobart (Indiana)
Hobart é uma cidade localizada no estado americano de Indiana, no Condado de Lake.

## Demografia
Segundo o censo americano de 2000, a sua população era de 25.363 habitantes.
Em 2006, foi estimada uma população de 28.043, um aumento de 2680 (10.6%).

## Geografia
De acordo com o United States Census Bureau tem uma área de
69,2 km², dos quais 67,9 km² cobertos por terra e 1,3 km² cobertos por água.

## Localidades na vizinhança
O diagrama seguinte representa as localidades num raio de 12 km ao redor de Hobart.